# The Last Black Man in San Francisco
The Last Black Man in San Francisco è un film del 2019 diretto da Joe Talbot, al suo esordio alla regia di un lungometraggio.

## Trama
Jimmie Fails è un giovane che vive a Bayview-Hunters Point, San Francisco.  Trascorre il suo tempo girovagando per la città con il suo migliore amico Mont Allen, con il quale convive, insieme al nonno di Mont.  Jimmie aspetta l'autobus con Mont ogni giorno, durante il quale vedono vari stati di un cambiamento strutturale in città e manifestanti che cercano di fermarlo. I due poi fanno skateboarding vicino ad una casa vittoriana nel quartiere Fillmore della città in cui Jimmie è cresciuto. Jimmie dice che è stato costruita da suo nonno nel 1946, che scelse di costruire su un terreno vuoto piuttosto che acquistare una delle case rese disponibili a causa dell'internamento in tempo di guerra dei nippo-americani. La casa è attualmente occupata da una coppia bianca di anziani, e Jimmie spesso si lamenta con Mont di come la coppia non si prenda minimamente cura della casa mentre egli fa del suo meglio per mantenerla da solo. Un giorno, Jimmie e Mont visitano la casa finendo per trovare la donna che piange sulla spalla del marito e i traslocatori che prendono le loro cose. Apprendono da un traslocatore che la madre della donna è morta e ora lei e sua sorella stanno litigando per il possesso della casa. A questo punto i due ragazzi fanno visita ad un agente immobiliare per chiedere informazioni sulla casa. L'agente non era a conoscenza della situazione attuale, ma conosce molto bene la casa. Dice loro che si tratta di "una cosa riguardante la proprietà della casa” e che, per tal motivo, potrebbe rimanere vuota per anni mentre le sorelle litigano per questo. Usano questa opportunità per visitare la casa, ora vacante, ed essere liberi di riesplorarla finalmente nella sua interezza. Decidendo di stabilirsi, la coppia fa visita alla zia di Jimmie, Wanda, che dà loro i mobili che avevano quando vivevano lì. Jimmie e Mont tornano a casa con l'aiuto del marito di Wanda, Ricky, e disimballano gli oggetti, sistemandoli in tutta la casa. Una notte, Mont invita Kofi, un amico d'infanzia suo e di Jimmie, e si godono una notte di relax. Tuttavia, il giorno dopo, Kofi dice cose offensive a Jimmie su suo padre per apparire dominante dopo essere stato chiamato "femminuccia" dai suoi amici. Jimmie e Mont scoprono in seguito dagli amici di Kofi che Kofi è stato ucciso da un uomo con cui ha avuto una colluttazione. Allo stesso tempo, i due scoprono che i loro beni sono stati buttati fuori di casa e lasciati sul marciapiede, oltre a un cartello affisso da Clayton Newsom, l'agente immobiliare da cui erano andati in precedenza. Sentendosi tradito, Jimmie reagisce rimettendo tutto a posto. Mont, tuttavia, va da Newsom, che rivela che la casa non è stata costruita dal nonno di Jimmie e ha l'atto per dimostrare che è stata effettivamente costruita nel 1850. Mont scrive una commedia sulle conseguenze della morte di Kofi e incoraggia Jimmie a pubblicizzarlo ai passanti, tenendolo nel "cappello da strega" che era presente in casa. Il giorno dello spettacolo, il padre di Jimmie, con il quale aveva precedentemente litigato, si mostra. Durante la performance, Mont mostra vari post sui social media sulla morte di Kofi, affermando che queste persone non hanno mai veramente conosciuto Kofi.  Chiede a varie persone tra la folla di raccontare le loro opinioni su Kofi, incluso Jimmie, che dice che anche se l'ultima cosa che Kofi gli ha detto è stata cattiva, la sua esperienza con lui nella casa-famiglia è stata piacevole. Mont quindi affronta Jimmie dicendogli che suo nonno non ha costruito la casa. Questo fa arrabbiare Jimmie, che si precipita fuori, seguito dal resto del pubblico dello spettacolo. Jimmie si riunisce con Mont al molo prima di tornare a casa, dicendogli che sapeva fin dall'inizio che suo nonno non aveva costruito la casa. Guarda la TV con Mont e nonno Allen prima di andare a letto. Mont si sveglia e non trova Jimmie, che nel frattempo se ne era andato lasciando una lettera nella quale dice che sta per lasciare San Francisco per sempre e ringrazia Mont per essere suo amico. Mont viene lasciato solo, e mentre continua le varie attività quotidiane che i due condividevano, pensando che esse quando sono fatte da soli non portano più lo stesso senso di gioia. Guarda Jimmie allontanarsi dal molo mentre rema fuori dal Golden Gate Bridge.

## Produzione
Il film nasce dall'idea del regista Joe Talbot e dell'attore Jimmie Fails, amici d'infanzia entrambi nati e cresciuti a San Francisco, di realizzare un film basato sulle esperienze di vita di Fails, la cui casa di famiglia era stata pignorata quando era bambino. Nel maggio del 2015, i due hanno girato un trailer di presentazione del progetto per poi lanciare una campagna di crowdfunding su Kickstarter per trasformarlo in un lungometraggio; in un mese hanno sorpassato di 25.000 dollari l'obiettivo previsto di 50.000. La campagna ha suscitato inoltre l'interesse di diversi quotidiani americani e personalità del mondo dello spettacolo, tra cui la Plan B Entertainment di Brad Pitt, Dede Gardner e Jeremy Kleiner, che ha accettato di produrre il film.
Le riprese sono cominciate nell'aprile del 2018 a San Francisco.

## Distribuzione
Il film è stato presentato in anteprima al Sundance Film Festival il 26 gennaio 2019. È stato poi distribuito nelle sale cinematografiche statunitensi da A24 a partire dal 7 giugno dello stesso anno.

## Riconoscimenti
- 2019 - Sundance Film Festival[9]
  - U.S. Dramatic Directing Award
  - Special Jury Award - Creator Collaboration
  - In competizione per il Gran premio della giuria: U.S. Dramatic
- 2019 - Boston Society of Film Critics Awards
  - Miglior regista esordiente a Joe Talbot
- 2019 - Chicago Film Critics Association Awards[10]
  - Candidatura per il premio Milos Stehlik al miglior regista rivelazione a Joe Talbot
- 2019 - Gotham Independent Film Awards[11]
  - Candidatura per il premio Bingham Ray al miglior regista rivelazione a Joe Talbot
  - Candidatura per il miglior interprete rivelazione a Jonathan Majors
  - Candidatura per la migliore sceneggiatura a Joe Talbot, Jimmie Fails e Rob Richert
- 2019 - Los Angeles Film Critics Association Awards[12]
  - New Generation Award a Joe Talbot, Jimmie Fails e Jonathan Majors
- 2019 - National Board of Review Awards[13]
  - Migliori dieci film indipendenti dell'anno
- 2020 - Independent Spirit Awards[14]
  - Candidatura per il miglior film d'esordio
  - Candidatura per il miglior attore non protagonista a Jonathan Majors
  - Candidatura per il Someone to Watch Award a Joe Talbot